# بوندابيرج
بوندابيرج هي مدينة في منطقة بوندابيرج [الإنجليزية] في كوينزلاند، أستراليا. وهي عاشر أكبر مدينة في الولاية. يبلغ عدد سكان منطقة بوندابيرج الإقليمية 70921 نسمة، وهي مركز رئيسي لمنطقة وايد باي-بورنيت [الإنجليزية] الجغرافية. تقع منطقة الأعمال المركزية في بوندابيرج على طول الضفة الجنوبية لنهر بورنيت على بعد حوالي 20 كم (12 ميل) من مصب النهر.

## المناخ
يظهر الجدول التالي التغييرات المناخية على مدار السنة لبوندابيرج:
| البيانات المناخية لـبوندابيرج     | البيانات المناخية لـبوندابيرج | البيانات المناخية لـبوندابيرج | البيانات المناخية لـبوندابيرج | البيانات المناخية لـبوندابيرج | البيانات المناخية لـبوندابيرج | البيانات المناخية لـبوندابيرج | البيانات المناخية لـبوندابيرج | البيانات المناخية لـبوندابيرج | البيانات المناخية لـبوندابيرج | البيانات المناخية لـبوندابيرج | البيانات المناخية لـبوندابيرج | البيانات المناخية لـبوندابيرج | البيانات المناخية لـبوندابيرج |
| الشهر                             | يناير                         | فبراير                        | مارس                          | أبريل                         | مايو                          | يونيو                         | يوليو                         | أغسطس                         | سبتمبر                        | أكتوبر                        | نوفمبر                        | ديسمبر                        | المعدل السنوي                 |
| --------------------------------- | ----------------------------- | ----------------------------- | ----------------------------- | ----------------------------- | ----------------------------- | ----------------------------- | ----------------------------- | ----------------------------- | ----------------------------- | ----------------------------- | ----------------------------- | ----------------------------- | ----------------------------- |
| الدرجة القصوى °م (°ف)             | 38.9 (102.0)                  | 38.3 (100.9)                  | 37.7 (99.9)                   | 34.9 (94.8)                   | 31.7 (89.1)                   | 29.7 (85.5)                   | 28.8 (83.8)                   | 30.7 (87.3)                   | 36.5 (97.7)                   | 35.8 (96.4)                   | 37.7 (99.9)                   | 40.2 (104.4)                  | 40.2 (104.4)                  |
| متوسط درجة الحرارة الكبرى °م (°ف) | 30.3 (86.5)                   | 30.0 (86.0)                   | 29.3 (84.7)                   | 27.5 (81.5)                   | 24.8 (76.6)                   | 22.4 (72.3)                   | 22.0 (71.6)                   | 23.2 (73.8)                   | 25.2 (77.4)                   | 27.1 (80.8)                   | 28.7 (83.7)                   | 30.1 (86.2)                   | 26.7 (80.1)                   |
| متوسط درجة الحرارة الصغرى °م (°ف) | 21.3 (70.3)                   | 21.2 (70.2)                   | 20.0 (68.0)                   | 17.4 (63.3)                   | 13.9 (57.0)                   | 11.3 (52.3)                   | 9.9 (49.8)                    | 10.7 (51.3)                   | 13.4 (56.1)                   | 16.5 (61.7)                   | 18.8 (65.8)                   | 20.6 (69.1)                   | 16.3 (61.3)                   |
| أدنى درجة حرارة °م (°ف)           | 14.1 (57.4)                   | 12.2 (54.0)                   | 9.7 (49.5)                    | 6.7 (44.1)                    | 3.3 (37.9)                    | 0.7 (33.3)                    | −0.7 (30.7)                   | −0.2 (31.6)                   | 0.2 (32.4)                    | 5.5 (41.9)                    | 7.9 (46.2)                    | 10.6 (51.1)                   | −0.7 (30.7)                   |
| الهطول مم (إنش)                   | 205.8 (8.10)                  | 173.5 (6.83)                  | 139.7 (5.50)                  | 84.1 (3.31)                   | 70.6 (2.78)                   | 65.7 (2.59)                   | 53.5 (2.11)                   | 33.4 (1.31)                   | 35.7 (1.41)                   | 62.8 (2.47)                   | 85.0 (3.35)                   | 131.0 (5.16)                  | 1٬142٫6 (44.98)               |
| متوسط أيام هطول الأمطار           | 10.0                          | 9.6                           | 9.5                           | 6.6                           | 5.7                           | 4.3                           | 4.0                           | 3.5                           | 3.5                           | 5.2                           | 6.3                           | 7.9                           | 76.1                          |
| Average afternoon رطوبة نسبية (%) | 62                            | 63                            | 63                            | 60                            | 58                            | 56                            | 53                            | 52                            | 53                            | 57                            | 59                            | 61                            | 58                            |
| المصدر: Bureau of Meteorology     |                               |                               |                               |                               |                               |                               |                               |                               |                               |                               |                               |                               |                               |

## أعلام
- بول نيفيل
- كلاينت بولتون
- جوشوا بريلانتي
- بيلي وارد
- إدوارد بالمر
- سكوت ديفيس
- فرانك بارنز
- بريان كونكويست
- نويل مورغان